# Valcebollère
Valcebollère är en kommun i departementet Pyrénées-Orientales i regionen Occitanien i södra Frankrike. Kommunen ligger i kantonen Saillagouse som tillhör arrondissementet Prades. År 2022 hade Valcebollère 35 invånare.

## Befolkningsutveckling
Antalet invånare i kommunen Valcebollère
| Referens: INSEE |